# Blasius af Donner
Blasius af Donner, född 24 februari 1731 i Ålems socken, död 27 juli 1806 i Nedertorneå socken, var en svensk militär.
af Donner blev volontär vid Kalmar regemente 1744, furir där 1749, förare där 1752 och fältväbel där 1758. I september 1758 kom han som konstituerad fänrik till Västerbottens regemente, där han blev stabsfänrik 1760, fänrik 1762, löjtnant 1763, stabskapten 1777, kapten 1778, major 1786, överstelöjtnant 1789 och tog avsked 1796, då han blev överste i armén. Han var chef för Kalix kompani 1778–1781, för Torneå kompani 1786–1790 och för Umeå kompani 1791–1796.
af Donner var kommenderad till Finland 1751–1754 under uppförandet av fästningen Sveaborg. Han deltog i pommerska kriget och i Gustav III:s ryska krig. Efter slaget vid Uttismalm blev han omedelbart utsedd till riddare av Svärdsorden.
af Donner var son till kvartermästaren Svante Donner och Anna Catharina von Brehmer samt bror till landshövdingen Johan Gustaf af Donner. Han gifte sig 1768 med Christina Sylvin, som var dotter till kyrkoherden Erik Sylvin i Nederkalix.